# Ghizlane Samir
Ghizlane Samir Brown est une patineuse de vitesse en roller française, née 3 août 1976 à Casablanca au Maroc.

## Biographie
Elle découvre le roller à 16 ans en s'installant à Paris. Elle pratique d'abord le roller artistique, la randonnée, la roller-dance et le slalom, avant de s'essayer au roller de vitesse en 2000.
Très rapidement, elle impose son style très puissant sur les marathons de la French Inline Cup (FIC), qu'elle remporte deux fois en 2003 et 2005. Elle atteint le niveau international en 2003, participe depuis lors aux marathons du circuit mondial, et des circuits nationaux français et suisse. 
Elle court en 2007 sous les couleurs de l'équipe SsangYong Jesa Bont.
Aujourd'hui retirée de la compétition, elle est mariée et vit dans la banlieue de Londres. Elle est actuellement coach sportif et entraîneur personnel diplômé d'État (France et RU).

## Palmarès

### 2007
- Championnat de France 2007 - Médaillée de bronze - 42 km marathon.
- 2e au marathon de Lille (French Inline Cup) ;
- 4e au contre-la-montre de Bâle (World Inline Cup) ;
- 6e au Grand Prix de Suzhou (World Inline Cup) ;
- 7e au Grand Prix de Sursee (World Inline Cup).

### 2006
- Vice-championne de France 2006 - 42 km marathon.

- 8e au classement général de la Coupe du monde des marathons (World Inline Cup - WIC) 2006 ;
- 4e au classement général de la Coupe de Suisse des marathons (Swiss Inline Cup - SIC) 2006 ;
- 2e au classement général de la Coupe de France des marathons (French Inline Cup - FIC) 2006 ;

- 1re au marathon de Lille (Coupe de France) ;
- 2e au marathon de Zugersee (Coupe du monde) ;
- 3e au marathon de Goëlo (Coupe de France) ;
- 4e au marathon de Zurich (Coupe du monde) ;
- 4e au marathon de Bâle (Coupe du monde) ;
- 4e au semi-marathon de Glarus (Coupe du monde) ;
- 4e au marathon de Berne (Coupe de Suisse) ;
- 5e au marathon d'Einsiedeln (Coupe de Suisse) ;
- 5e au marathon de Nîmes (Coupe de France) ;
- 6e au marathon de Munich (Coupe du monde) ;
- 7e au marathon de Séoul (Coupe du monde) ;
- 9e au marathon de Bienne (Coupe du monde).

### 2005
- Championne de France 2005 - 3 000 m contre la montre individuel ;
- Médaillée de bronze - 42 km marathon ;

- 1re au classement général de la Coupe de France (French Inline Cup - FIC) 2005 ;

- 1re à la Trans'Roller ;
- 2e au marathon de la Vendée Roller ;
- 3e au marathon de Lille ;
- 3e au marathon de Goëlo ;
- 3e à la One Eleven (111 km de Saint-Gall, Suisse) ;
- 8e aux marathons de Bienne et de Berne (Coupe de Suisse) ;
- 8e au Grand Prix du Val-d'Oise (Coupe du monde) ;
- 9e au marathon de Dijon (Coupe du monde) ;
- 9e au Grand Prix de Zurich (Coupe du monde) ;
- 11e au Grand Prix de Nice (Coupe du monde) ;
- 10e au Grand Prix de Engadin (Coupe du monde) ;

- 8e au classement général de la Coupe de Suisse des marathons roller (SIC) ;
- 13e au classement général de la Coupe du monde des marathons (WIC).

### 2004
- Vice-Championne de France 2004 - 42 km marathon ;
- Médaillée de bronze - 3 000 m contre la montre individuel ;

- 1re au marathon de la Trans'Roller (FIC) ;
- 1re du semi-marathon A-Klasse Inline-Cup (Allemagne) ;
- 1re du semi-marathon de Tunisie ;
- 4e au classement général de la French Inline Cup (FIC) ;
- 11e au Grand Prix de Zurich (WIC) ;

- 14e au classement général de la Coupe de Suisse des marathons roller (Swiss Inline Cup - SIC) ;
- 17e au classement général de la Coupe du monde des marathons roller (World Inline Cup - WIC).

### 2003
- 1re de la Coupe de France des marathons roller (French Inline Cup - FIC) 2003 ;

- 2e de la One Eleven (111 km de Saint-Gall, Suisse) ;
- 7e au Grand Prix de Rennes (WIC) ;
- 9e au Grand Prix de Zurich (WIC) ;

- 9e au classement général de la Coupe de Suisse des marathons (Swiss Inline Cup - SIC) ;
- 14e au classement général de la Coupe du monde des marathons (World Inline Cup - WIC).